# Cattleya pabstii
Cattleya pabstii är en orkidéart som först beskrevs av Francisco E.L.de Miranda och Kleber Garcia de Lacerda, och fick sitt nu gällande namn av Van den Berg. Cattleya pabstii ingår i släktet Cattleya och familjen orkidéer. Inga underarter finns listade i Catalogue of Life.